# Lsof

lsof (от англ. LiSt of Open Files) — утилита, служащая для вывода информации о том, какие файлы используются теми или иными процессами. Эта утилита имеется в очень многих UNIX ‐ подобных ОС, включая GNU/Linux с ядром версии 2.1.72 и выше, а также в HP-UX, AIX, NextStep, Apple Darwin для Power Macintosh, SCO UnixWare, FreeBSD, NetBSD, OpenBSD и так далее.

## Примеры
- lsof -i 4 -a -p 1234 (просмотр всех соединений IPv4, открытых процессом с PID = 1234)

- lsof -i tcp:80 (просмотр информации о процессе, который прослушивает 80 TCP порт)

- lsof /dev/hd4 (Список открытых файлов на устройстве /dev/hd4)

- lsof /dev/cdrom (Список процессов, работающих с CD ROM)

- lsof -c ssh (Список подключений по ssh)